# Leiden
Leiden (na arhaičnom nizozemskom Leyden), grad i općina u Nizozemskoj, odnosno pokrajini Južnoj Holandiji. Grad se prostire na 23.16 km² i prema posljednjem popisu imao je 118.714 stanovnika. Jedan je od najstarijih gradova u zemlji, a prvi put spominje se 922. godine kao Utrechtske biskupije. Gospodarstvo grada temelji se na metalnoj, farmaceutskoj i prehrambenoj industriji. Leiden ima dugu tiskarsku i sveučilišnu tradiciju zbog čega je jedno od obrazovnih središta Nizozemske.

## Vanjske poveznice
- (nizoz.) Službene stranice grada Leidena
- (hrv.) Opća i nacionalna enciklopedija: Leiden[neaktivna poveznica]